# Eucatopta
Eucatopta is een geslacht van rechtvleugeligen uit de familie sabelsprinkhanen (Tettigoniidae). De wetenschappelijke naam van dit geslacht is voor het eerst geldig gepubliceerd in 1889 door Karsch.

## Soorten
Het geslacht Eucatopta  is monotypisch en omvat slechts de volgende soort:
- Eucatopta heringi (Karsch, 1889)